# Rhytida australis
Rhytida australis är en snäckart som beskrevs av Hutton 1882. Rhytida australis ingår i släktet Rhytida och familjen Rhytididae. Inga underarter finns listade i Catalogue of Life.